# De Hoop (Rozenburg)
Korenmolen De Hoop aan de Molenweg in Rozenburg werd in 1887 opgericht, ter vervanging van een uit 1658 stammende molen die was gelegen aan de binnenkant van de Kooilandsedijk. Die molen moest in 1887 verdwijnen in verband met waterstaatkundige werken aan het Scheur. De nieuwe stellingmolen is in gebruik geweest als korenmolen tot begin jaren 60 van de twintigste eeuw. Na een periode van stilstand en verval heeft de gemeente Rozenburg in 1964 de molen gekocht om hem van 1966-68 te laten restaureren. De benedenverdieping is te gebruiken als trouwlocatie. In de voormalige molenaarswoning naast de molen is tegenwoordig de Oudheidkamer van de Historische Vereniging Oud-Rozenburg gevestigd.
De Hoop heeft een Oudhollands gevlucht en bevat 2 koppels 14der kunststenen voor het malen van graan.
De molen is onder andere op afspraak te bezoeken.
De Distilleerketel · De Hoop Rozenburg · De Lelie · De Nieuwlandse Molen · De Prinsenmolen · De Speelman · De Ster · De Vier Winden · De Zandweg

Voormalige molens

De Arend · De Bartholomeus Everardus · De Blauwe Molen · De Bok · De Bosland · Boezemmolen Nummer 1 · Boezemmolen Nummer 2 · Boezemmolen Nummer 3 · Boezemmolen Nummer 4 · Boezemmolen Nummer 5 · Boezemmolen Nummer 6 · Boezemmolen Nummer 7 · De Ceres · De Cornelis · De Francina · De Goudsblom · De Graankorrel · De Gravenlust · De Haas · Het Zeeuwse Wapen · Hoekmolen · De Hoop Delfshaven · De Hoop IJsselmonde · De Hoop Kralingen · De Hoop Overschie · De Hoop Rotterdam · De Kiesheidschemolen · De Kievit · De Korenaar · De Korenmolen · Kostverlorenmolen · Het Lam · Laantjesmolen · De Liefde · De Lokhorstermolen · De Maria · De Meerkoet · De Naarstigheid · De Noord · Oost-Blommersdijkse Molen · De Oranjeboom · De Pelikaan · Pendrechtse Molen · De Pomp · De Phoenix · De Reus · De Roode Leeuw · Rubroekse Molen · De Schulp · De Valk · Het Vertrouwen · De Vlaggeman · De Waakzaamheid · De Zuid · De Zwaan